# Умар-хан
Умар-хан (он же Омар-хан, узб. Amir Umarxon, 1787—1822) — представитель узбекской династии Мингов, который в 1809—1822 годах правил в Кокандском ханстве.

## Приход к власти
Был объявлен правителем после смерти старшего брата Алим-хана в 1809 году. Умархан продолжил политику своего брата Алим-хана по расширению Кокандского ханства, но он использовал более мягкие методы.
В 1815 году он отвоевал у бухарского эмира Хайдара город Туркестан. Он посетил гробницу Ходжа Ахмеда Ясави, принеся в жертву 70 баранов и одарив всех шейхов этой известной святыни. Здесь он объявил, что будет величаться не просто ханом, а принимает титул амир ал-муслимин (повелитель правоверных). Титул был провозглашен во время пятничной молитвы. Здесь же были объявлены назначения на государственные должности, дарованы различные звания.

## Внешняя политика
В 1817 году был присоединён Ура-Тюбе. По приказу Умар-хана по берегам Сырдарьи были построены ряд крепостей: Янгикурган, Джулек, Камышкурган, Акмечеть и Кушкурган. Они позволили обеспечить безопасную караванную торговлю с Россией. Умар-хан вел войны с Бухарским эмиратом за обладание Джизаком, Заамином и Ура-тюбе.
Умар-хан поддерживал дипломатические связи с Россией, Бухарским эмиратом, Хивинским ханством и Османской империей. В 1819 году было отправлено посольство во главе с Хаджи Мир Курбаном в Стамбул. От османского султана Махмуда II были присланы бинокль, халат, револьвер и документ, признающий Умар-хана ханом ханов.
Упорядочение государственных дел, определённый подъём в экономике страны, ремесленном производстве и торговле благоприятно отразились на жизни Кокандского ханства.

## Денежная реформа Умар-хана
Умар-хан провел денежную реформу, стал выпускать медные — пул, серебряные — дирхемы, мири и золотые монеты — тилля.
После принятия титула эмира Умар-хан стал выпускать монеты с титулом «Глава мусульман Саид Мухаммед амир Умар».

## Политика в области культуры
В культурном строительстве Умар-хан пытался подражать Тимуру и создал условия для процветания науки и литературы в Кокандe. В период правления Умар-хана были построены мечети и медресе в таких городах как: Коканд, Ташкент, Туркестан, Чимкент, Сайрам, Аулие-ата. Был основан новый город Шахрихан.
В период его правления в Коканде возник своеобразный центр литературы. Согласно источникам, в городе творили более 70 поэтов. При дворе хана были собраны лучшие поэты, художники и каллиграфы. Сам Умархан писал стихи под литературным псевдонимом «Амири». До нас дошёл сборник его стихов, состоящий из более чем 10 тысяч строк. В институте Востоковедения имени Абу Райхана Бируни Академии наук Республики Узбекистан хранятся семнадцать рукописных вариантов поэтического дивана Амири, 544 стихотворений — 465 газелей, 53 мухаммасов (стихотворная строфа, состоящая из пяти полустиший), 5 мусамманов (стихотворная строфа, состоящая из восьми полустиший), 6 муссадасов (стихотворная строфа, состоящая из шести полустиший), 16 туюков (четверостишие, построенное на игре слов). 307 стихов на узбекском языке, 159 на персидском языке. Заметное место в жизни двора занимала супруга Умар-хана Мохлар-айим (Надира) (1792—1842). Она принимала деятельное участие в культурной жизни ханства как покровительница науки, литературы и искусства..
Мощное, литературное течение, созданное Амири в те далекие годы, позволило появиться в Ферганской долине, известным просветителям, поэтам-демократам, таким как Мукими, Фуркат, Мухи, Орази, Тажалли и другие. Просвещение, культура, гуманизм — эти воззрения поэта Амирий, впоследствии превратились в мощную, новую волну развития культуры края.

## Смерть
В 1822 году Умар-хан скончался в возрасте 35 лет и ханом государства был объявлен его 14-летний сын Мухаммад Али-хан (1822—1842).

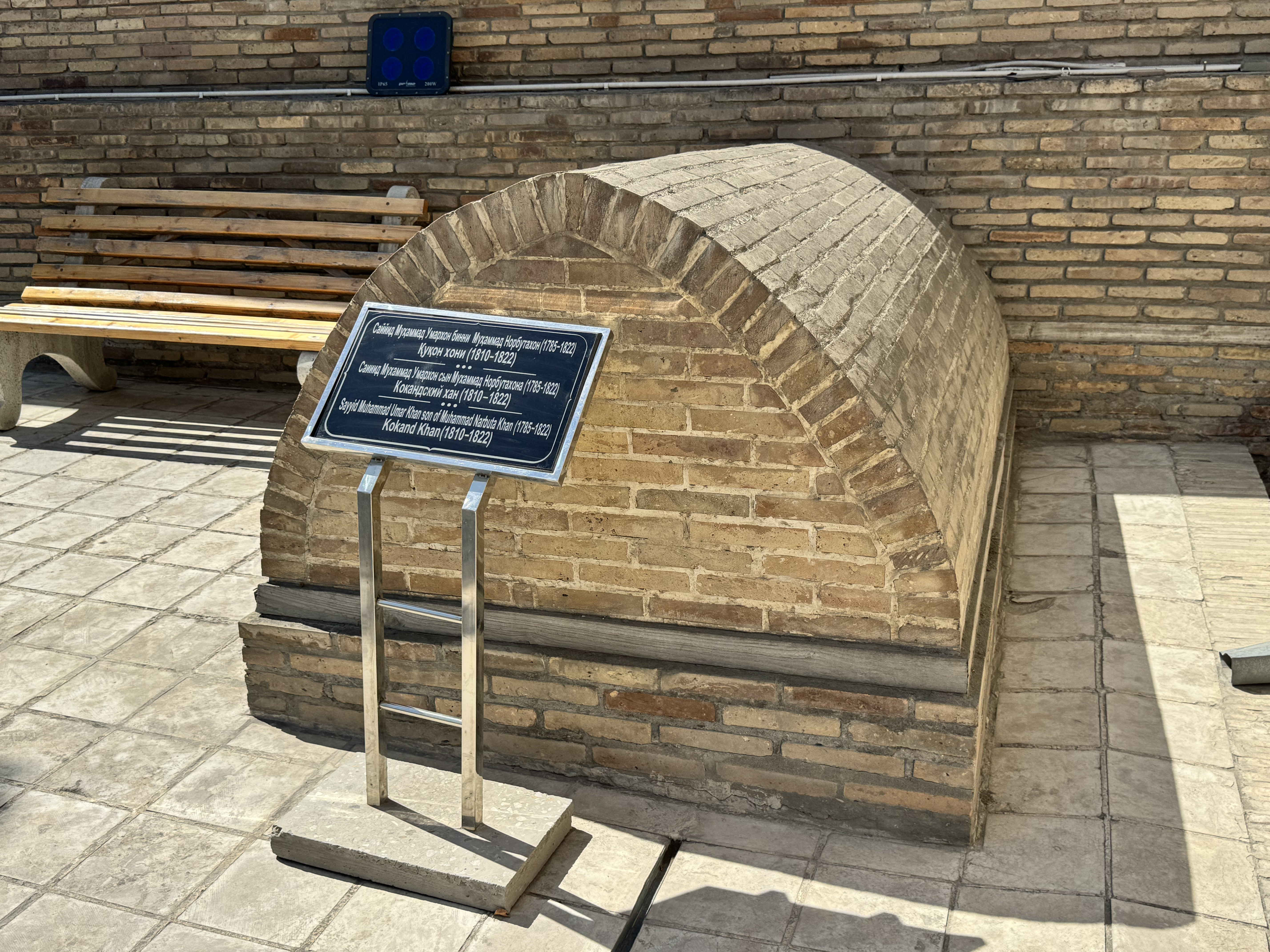
могила Умархана в Дохмай Шаханском мавзолее